# Quang Huy (nhà quản lý)
Quang Huy, tên đầy đủ là Nguyễn Quang Huy (sinh ngày 27 tháng 8 năm 1980) là nhạc sĩ, nhà sản xuất thu âm, đạo diễn phim người Việt Nam và là người sáng lập công ty giải trí Wepro. Nguyễn Quang Huy từng là thành viên ban nhạc Hải Âu khi mới 13 tuổi. Anh bắt đầu sáng tác ca khúc cho các ca sĩ như Đan Trường, Mỹ Tâm,.. và làm quản lý cho một số ca sĩ. Anh được coi là một trong những bầu sô ca nhạc có ảnh hưởng nhất ở Vpop khi giúp Ưng Hoàng Phúc, nhóm H.A.T trở thành ngôi sao nhạc pop vào đầu thập niên 2000.
Năm 2001, Nguyễn Quang Huy sáng lập nên công ty Giải trí thế giới Wepro, một trong những công ty giải trí lớn nhất ở Việt Nam hiện nay.
Quang Huy lấn sân điện ảnh với tư cách đạo diễn qua bộ phim Thần tượng vào năm 2013 và sau đó là Chàng trai năm ấy (2014). Hai bộ phim được giới chuyên môn và khán giả đánh giá tích cực.

## Tiểu sử
Quang Huy sinh ra trong một gia đình làm nghệ thuật ở thành phố Hải Phòng, Việt Nam. Cha của anh là giảng viên Nhạc viện Hà Nội, còn mẹ từng làm việc ở một hãng phim tài liệu vào cuối thập niên 1970, sau đó chuyển vào Thành phố Hồ Chí Minh và công tác tại một đài truyền hình. 
Quang Huy có một người anh trai là nhạc sĩ Nguyễn Hà. Năm 5 tuổi, Quang Huy được đi học đàn ở nhạc viện. 9 tuổi, anh được mẹ đưa đến phim trường làm quen với máy quay. Năm 13 tuổi, Quang Huy bắt đầu kiếm tiền nhờ làm nhạc công cho ban nhạc Hải Âu, thường biểu diễn ở nhà hát Hòa Bình (TP. Hồ Chí Minh). 
Năm 17 tuổi, Quang Huy quyết định đi tìm con đường riêng trong làng nghệ thuật. Không lâu sau anh sáng tác ca khúc đầu tay có tên Tình Quay Gót do ca sĩ Đan Trường thể hiện. Năm 20 tuổi, anh mở quán bar, nhà hàng lớn nhưng đóng cửa chỉ sau 1 năm. Sau đó anh dành 3 tháng tạm nghỉ ngơi rồi trở lại nhóm nhạc. Vào thời gian này, Quang Huy được chú ý nhờ 2 ca khúc mà anh sáng tác là Bước Chân Lẻ Loi (đồng sáng tác với Nguyễn Hà) (do Đan Trường thể hiện) và Yêu Dại Khờ (do Mỹ Tâm thể hiện). Theo lời Quang Huy, anh từng làm nhiều nghề khác nhau trước khi ổn định sự nghiệp với công ty riêng. 

## Sự nghiệp

### 2002–2013: Thành lập Wepro và thành công
Sau khi nếm trải thất bại đầu tiên trong kinh doanh nghệ thuật, năm 2002, Nguyễn Quang Huy thành lập công ty Giải trí thế giới Wepro với số vốn ban đầu vẻn vẹn 17 triệu đồng. Công ty có chức năng kinh doanh là đào tạo ca sĩ chuyên nghiệp. Vào thời điểm đó, Wepro là công ty đầu tiên trong lĩnh vực này. 
Không lâu sau khi lập Wepro, Quang Huy thu nạp nam ca sĩ Ưng Hoàng Phúc – cựu thành viên nhóm nhạc 1088. Anh gây chú ý trong giới V-pop khi lăng xê thành công Ưng Hoàng Phúc. Sau đó là nhóm nhạc nữ H.A.T, đưa họ trở thành gương mặt thần tượng được thế hệ khán giả 7x, 8x Việt Nam. 
Ngoài Ưng Hoàng Phúc và H.A.T, dưới sự điều hành của mình, Quang Huy tiếp tục lăng xê các nghệ sĩ khác như Phạm Quỳnh Anh (cựu thành viên nhóm Sắc Mầu), nhóm Weboys, Anh Kiệt. Các ca sĩ hiện nay như Lương Bích Hữu, Trịnh Thăng Bình, Hamlet Trương đều từng được Quang Huy dẫn dắt trong khoảng thời gian này. 
Có khả năng sáng tác, hòa âm, phối khí, chụp ảnh và quay phim nhưng Quang Huy không dừng lại ở việc tự mày mò, anh chủ động tiếp cận với nhóm làm phim ở Hàn Quốc và Hong Kong để học hỏi.  
Tháng 8/2006, công ty Wepro của Quang Huy hợp tác với công ty TF Entertainment Hàn Quốc để sản xuất album cho Ưng Hoàng Phúc, Phạm Quỳnh Anh và nhóm Weboys. 

### 2013–2015: Lấn sân điện ảnh
Được mẹ truyền cảm hứng điện ảnh từ sớm, Quang Huy ấp ủ dự định làm phim nhưng phải tới năm 2013 anh mới có cơ hội thực hiện. Đây là năm đánh dấu mốc trong sự nghiệp của Nguyễn Quang Huy khi anh thực hiện bộ phim điện ảnh đầu tiên mang tên Thần Tượng với tư cách là đạo diễn, biên kịch và đồng điều hành sản xuất. Thần Tượng ra rạp vào tháng 12/2013 được coi là màn chào sân ấn tượng của Quang Huy khi bộ phim được công chúng và giới phê bình đón nhận. Bộ phim đạt doanh thu 1 triệu USD, cùng kỷ lục 6 giải thưởng Cánh Diều Vàng 2014, riêng Quang Huy nhận giải Đạo diễn xuất sắc nhất khi mới lần đầu tiên cầm trịch.
Năm 2014, Nguyễn Quang Huy tiếp tục sản xuất bộ phim điện ảnh thứ hai - Chàng Trai Năm Ấy. Anh tiếp tục đảm nhiệm các vị trí như khi thực hiện Thần Tượng. Bộ phim được truyền thông Việt Nam quan tâm khi tiếp tục sở hữu dàn diễn viên chính là các ngôi sao trẻ ăn khách, đặc biệt là ca sĩ Sơn Tùng M-TP. Sau khi công chiếu, bộ phim được đề cử hạng mục Phim truyện xuất sắc nhất tại Cánh Diều Vàng 2015 và lọt vào top doanh thu lớn nhất năm 2015. 
Tháng 9 năm 2017, Quang Huy xác nhận làm đạo diễn phiên bản điện ảnh của phim truyền hình Người Phán Xử.

### 2015–hiện tại: Trở lại làm quản lý nghệ sĩ
Tháng 1/2015, công ty Wepro của Quang Huy đánh dấu mốc mới trong hoạt động đào tạo và quản lý nghệ sĩ khi ký hợp đồng với nam ca sĩ Sơn Tùng M-TP. Sự hợp tác này thu hút chú ý của giới âm nhạc và truyền thông. 
Trong năm này, Quang Huy đẩy mạnh tên tuổi cho Sơn Tùng bằng 2 liveshow lớn là M-TP and FRIENDS và M-TP Ambition - Chuyến Bay Đầu Tiên. 2 chương trình này đều do Nguyễn Quang Huy làm đạo diễn. Anh còn giới thiệu ca khúc Âm Thầm Bên Em lần đầu tiên sử dụng công nghệ livestream trên Youtube, thu hút gần 15.000 người theo dõi.
Quang Huy còn là đạo diễn cho MV Âm Thầm Bên Em của Sơn Tùng, MV này đoạt giải Single của năm tại Làn Sóng Xanh 2015.
Tháng 12/2016, Quang Huy kết thúc hợp đồng quản lý cho Sơn Tùng.

## Quan điểm nghệ thuật
Quang Huy chịu ảnh hưởng khá lớn từ gia đình, cụ thể từ bố mẹ. Anh từng chia sẻ trên tạp chí Elle: “Tôi ảnh hưởng tư duy hình ảnh, tư duy tổ chức và sản xuất từ mẹ. Bà là “cuốn sách” giáo khoa đầu tiên của tôi về làm phim. Tôi thích phim có nhịp và tiết tấu dẫn dắt xúc cảm, vì tôi có máu âm nhạc từ bố ở trong người. Vì vậy, tôi muốn kết hợp tư duy từ mẹ và cảm xúc từ bố trong mọi việc tôi làm. Tôi nghe nhạc là thấy hình ảnh, xem hình ảnh là thấy giai điệu bên trong đó. Tôi biết ơn mẹ vì bà luôn khuyến khích tôi cảm nhận phim và cảm nhận bằng xúc cảm cá nhân, và có thể tranh luận cùng bà. Tôi nhờ có bố cho tôi một tư duy tự do, ông luôn đề cao sự tự do hào phóng trong sáng tác, với ông, có thể sai hàng ngàn tác phẩm để tạo nên một tác phẩm tuyệt vời cũng được”. 
Phong cách chỉ đạo điện ảnh của Quang Huy là tập trung vào việc làm giàu cảm xúc cho bộ phim. Anh khai thác khá tốt thế mạnh của mình là nhạc nền dẫn dắt cảm xúc của người xem. Quang Huy từng tâm sự, Dòng Máu Anh Hùng là bộ phim thúc đẩy anh chuyển sang điện ảnh. 

## Danh sách phim
- Thần tượng (2013)
- Chàng trai năm ấy (2014)
- 30 chưa phải là Tết (2020)
- Trái tim quái vật (2020)

## Sáng tác
- Anh không muốn bất công với em (viết lời Việt của bài hát Luyện tập)
- Anh sẽ quay về
- Bụi bay vào mắt (đồng sáng tác với Hamlet Trương)
- Buổi chiều hôm ấy (Thái Thịnh viết lời)
- Bước chân lẻ loi (đồng sáng tác với Nguyễn Hà)
- Càng xa càng nhớ (đồng sáng tác với Hòa Khánh)
- Chàng khờ thủy chung
- Cơ hội và lý trí (viết lời Việt của bài hát Ánh mắt của em đã phản bội trái tim em)
- Đàn ông không được quên hết tình còn nghĩa (viết lời Việt của bài hát Vô gian đạo)
- Không đau vì quá đau
- Làm lại từ đầu (đồng sáng tác với Sỹ Luân)
- Mỗi người một đôi tay (đồng sáng tác với Hamlet Trương)
- Mỗi người một nơi (viết lời Việt của bài hát Chiếc nhẫn tình nhân)
- Nếu ta còn yêu nhau (viết lời Việt của bài hát Bức thư vô tình)
- Ngày xuân long phụng sum vầy
- Nỗi nhớ kéo dài
- Nợ ai đó cả thế giới (đồng sáng tác với Hamlet Trương)
- Sắc màu trái tim (đồng sáng tác với Nguyễn Hà)
- Ta yêu mà đâu có hay
- Tại sao
- Tôi đâu muốn khóc
- Tôi không tin (viết lời Việt của bài hát Chưa từng từ bỏ)
- Thương bố trăm tuổi, sợ câu giã từ
- Tình quay gót
- Yêu dại khờ

## Cuộc sống cá nhân
Quang Huy kết hôn với bạn gái lâu năm là ca sĩ Phạm Quỳnh Anh – cựu thành viên nhóm H.A.T từng trực thuộc WePro Entertainment, vào tháng 5 năm 2012 tại một khách sạn ở TP Hồ Chí Minh. Đám cưới thu hút sự chú ý của giới truyền thông Việt. Có thông tin cặp đôi lặng lẽ hẹn hò trong 10 năm trước khi đi đến hôn nhân. 
Đứa con đầu lòng của Quang Huy và Quỳnh Anh là bé gái ra đời vào tháng 11 năm 2012, được đặt tên là Tuệ Lâm, tên ở nhà là Bella. Tháng 8 năm 2017, vợ chồng anh đón cô con gái thứ hai và đặt tên bé là An. 
Mới đây, sau gần 1 năm ly thân, tháng 10 năm 2018, Quang Huy thừa nhận anh và vợ đã đồng thuận ly hôn, cùng gửi đơn lên tòa án nhân dân quận 3, TP.HCM để giải quyết.